# Mychajliwci (obwód chmielnicki)
Mychajliwci (ukr. Михайлівці) – wieś na Ukrainie, w obwodzie chmielnickim, w rejonie chmielnickim. W 2001 liczyła 560 mieszkańców, spośród których 558 wskazało jako ojczysty język ukraiński, a 2 rosyjski.